# Johannes Hahn
Pour les articles homonymes, voir Hahn.
Johannes Hahn, né le 2 décembre 1957 à Vienne, est un homme politique autrichien membre du Parti populaire autrichien (ÖVP).
De 2014 à 2019, il est commissaire à l'Élargissement et à la Politique européenne de voisinage puis, de 2019 à 2024, commissaire au Budget et à l'Administration.

## Éléments personnels
Étudiant à l'Université de Vienne, il y obtient un doctorat de philosophie en 1987. Un groupe d'experts repère en 2001 quelque 76 cas de plagiat dans sa thèse de doctorat.
En 1985, il commence à travailler dans diverses entreprises autrichiennes. Il s'interrompt en 1992 pour exercer les fonctions de directeur administratif de l'ÖVP de Vienne, qu'il abandonne en 1997.
Cette année-là, il intègre le conseil d'administration de Novomatic AG, dont il est désigné président par la suite. Il quitte cette fonction en 2003.
Johannes Hahn est marié avec Marina Hahn et est père d'un fils né en 1988.

## Vie politique
Il préside la section de Vienne des Jeunes du Parti populaire autrichien (ÖVP) de 1980 à 1985.
Directeur administratif de l'ÖVP de Vienne entre 1992 et 1997, il devient membre du conseil municipal de la capitale autrichienne à partir de 1996. Il est alors porte-parole de son parti pour les questions de santé.
En 2002, il est élu vice-président du Parti populaire autrichien viennois. À ce titre, il prend la présidence par intérim en 2004 puis est effectivement élu à ce poste lors d'un congrès tenu le 24 juin 2005.
Il siège au sein du gouvernement régional de Vienne comme ministre sans portefeuille du 26 novembre 2003 au 11 janvier 2007. Ce jour-là, Johannes Hahn est nommé ministre fédéral de la Science et de la Recherche dans le gouvernement de grande coalition dirigé par Alfred Gusenbauer.
Reconduit à ce poste le 2 décembre 2008 dans le cabinet de Werner Faymann, il le cumule avec celui de ministre de la Justice jusqu'au 15 janvier 2009. Le 27 octobre suivant, il est nommé commissaire européen en remplacement de Benita Ferrero-Waldner, et obtient le portefeuille de la Politique régionale un mois plus tard.

### Ministre des Sciences et de la Recherche

#### Hautes écoles spécialisées
Sous l’égide de Hahn, le Parlement a adopté le 4 juillet 2007 une loi sur la rémunération égalitaire des diplômés des hautes écoles spécialisées (HES) et ceux des universités dans le statut général de la fonction publique, assimilant ainsi tous les diplômés dans le secteur public. En outre, Hahn arrive à inscrire le statut de « l’enseignant extra-professionnel » comme catégorie autonome dans la loi fédérale des HES et obtient la première augmentation du budget des HES.

#### Mesures pour l’égalisation
Avec les « mesures de visibilité » du ministère de la Science et de la Recherche en 2008, il souhait faire connaître au public les nombreuses femmes dans les sciences et la recherche. Les mesures comprennent des entraînements médiatiques et des accents spéciaux dans les médias, visant à mieux informer sur les activités scientifiques des femmes. Par ailleurs, il initie plusieurs autres programmes pour la promotion des femmes. De plus, il s’attend à des progrès ultérieurs dans la composition des commissions de nomination (Berufungskommissionen). Afin de réaliser ses objectifs concernant la promotion des femmes, il nomme en octobre 2009 deux femmes scientifiques à de postes de direction. Il installe Sabine Ladstätter comme directrice de l’Institut archéologique autrichien (ÖAI) et Irene Forstner-Müller à la tête du bureau auxiliaire de cet institut au Caire.

#### Espace de recherche Autriche
En octobre 2008, après deux ans de construction, Hahn inaugure le nouveau centre de biotechnologie de l’Université des sciences agronomiques de Vienne (BoKu), le Vienna Institute of BioTechnology (VIBT). Ainsi, la BoKu dispose de 24 000 m2 pour son travail de niveau international dans la recherche universitaire et privée, le développement et la formation. Hahn considère le VIBT comme un jalon essentiel pour la ville en tant que pôle de recherche.
L’année 2009 marque le début de la troisième phase de GEN-AU, le programme autrichien de recherche sur les génomes, qui est subventionné par le ministère avec 100 millions d’euros jusqu’en 2012. Les 58 projets des deux premières phases ont produit environ 350 publications scientifiques et environ 30 brevets. Parmi les scientifiques participants figurent des experts renommés comme Giulio Superti-Furga, Josef Penninger ou bien Rudolf Zechner. Dans le cadre de la troisième phase, l’accent est mis sur des approches biologiques systémiques. Selon lui, GEN-AU s’est établi entre-temps comme moteur de compétitivité de la recherche avancée autrichienne (Spitzenforschung).
Dans le secteur du climat, il revendique, à côté des efforts pour la recherche appliquée et la recherche économique, plus de moyens indépendants et, par conséquent, durables pour la recherche fondamentale et la recherche d’adaptation.

#### Encouragement de la relève scientifique
En 2007, le ministère lance un nouveau programme de recherche sous le nom de Sparkling Science, visé à intéresser des adolescents le plus tôt possible à la science et la recherche. Dans les projets du programme, des adolescents rejoignent des scientifiques renommés afin de s’occuper ensemble des domaines de recherche actifs. Dans plus de 100 projets mineurs et majeurs, scolaires et universitaires, les scientifiques et les élèves développent de concepts de recherche. Jusqu’à présent, 13 000 écoliers ont profité du programme, dans lequel le ministère avait investi plus de 8 millions d’euros.

#### Longue Nuit de la Science
Après une pause de plusieurs années, Hahn relance la « Longue Nuit de la Science » en 2008, afin de transmettre au public plus d’enthousiasme et d’information sur la recherche et de donner une plateforme aux scientifiques,.

#### Award of Excellence
En 2008, il crée un « Prix d’Excellence » (« Award of Excellence »), destiné à être attribué aux meilleures dissertations du pays, afin de rendre hommage au travail des jeunes scientifiques et le rendre plus connu au public,.

#### Livre scientifique de l’année
Avec l’élection annuelle du meilleur livre scientifique de l’année, Hahn et les libraires autrichiens lancent en automne 2007 une initiative pour améliorer l’image et, en conséquence, la communication des prouesses et réussites scientifiques.

##### Prix Wittgenstein
Il conserve la tradition de décerner le « Prix Wittgenstein », prix scientifique le plus important en Autriche qui, étant le plus richement doté du pays, attire toujours l’attention des médias.

#### Relations internationales

##### Adhésion à l’ESO
Depuis de plus de trente ans, les astronomes autrichiens ont tenté d’obtenir le soutien de la classe politique autrichienne pour l’adhésion à l’Observatoire européen austral (Europe Southern Observatory, ESO), échouant régulièrement devant l’incompréhension des politiciens envers la recherche fondamentale. En juillet 2008, Hahn réussit à atteindre l’adhésion autrichienne en tant que quatorzième membre. Il juge sa décision comme la plus importante décision dans la politique de recherche depuis vingt ans, dont non seulement des astronomes, mais aussi des physiciens, mathématiciens, spécialistes de logiciel et des entreprises de haute technologie profiteront. Un quart des frais d’adhésion est couvert par la mise à disposition de haute technologie, des logiciels et du savoir-faire.

##### Échange International
L’Autriche entretient des relations scientifiques intensives avec la Chine, qui est considérée un des pays les plus ambitieux dans le domaine de la recherche. Lors de sa visite en septembre 2009, Hahn a souligné l’importance du partenariat scientifique. Entretenant vingt-six partenariats scientifiques, l’Autriche est en effet le pays européen le mieux interconnecté avec une des meilleures universités chinoises, l’Université Fudan à Shanghai, battu seulement au niveau international, par les États-Unis et le Japon.

##### Retrait du CERN
Lors des négociations au Parlement autour du budget scientifique de 2009/2010, il annonce en mai 2009 son intention de mettre fin à l’affiliation à l’Organisation européenne pour la recherche nucléaire (CERN) à partir de 2010 pour des raisons financières. La cotisation annuelle de seize millions d’euros au CERN représente 70 % des fonds alloués à la recherche qui, d’après Hahn, pourraient être mieux utilisés en soutenant d’autres projets prometteurs de la coopération scientifique, afin d’encourager la renommée nationale, la présence et la compétitivité internationales. Selon lui, la participation aux domaines de sciences humaines et sociales, de biologie et de médecine, de sciences des matériaux et de physique et astronomie serait d’une plus grande importance que celle au CERN. Cette annonce entraîne de fortes critiques du côté des scientifiques nationaux et internationaux, parmi lesquels figurent des prix Nobel, et inquiète également le CERN quant aux conséquences potentielles. D’après la communauté scientifique autrichienne, une telle mesure présenterait, à moyen et à long terme, une menace à la recherche fondamentale dans la physique des particules. Le projet de thérapie contre le cancer MedAustron, situé à la ville de Wiener Neustadt, serait également compromis par un tel retrait. Le 18 mai 2009, le chancelier fédéral Werner Faymann a mis fin à la discussion en se prononçant publiquement contre le retrait du CERN.

#### Les arts et sciences
Afin de soutenir la recherche des musées, Hahn présente en automne 2009 le programme d’aide forMuse, doté de deux millions d’euros. Des quatre-vingt-deux projets présentés au total, onze sont réalisés dans un premier temps. La priorité est donnée aux projets de grands musées, à savoir la collection anthropologique du musée d’histoire naturelle, l’analyse des dommages à cause du cuivre auprès des manuscrits de la Bibliothèque nationale ou l’expropriation de voitures par le régime nazi au musée technique de Vienne. Dans un second temps, de plus petits projets suivront.

#### Développement des bourses d’études
Il propose deux amendements à la loi concernant les bourses d’études, fixant un montant de vingt millions d’euros de dépenses supplémentaires par an en faveur des bourses. Avec un budget total de 199,5 millions d’euros, 49 500 de bourses ont été approuvées dans l’année d’études 2008/2009. Depuis 2000, les dépenses consacrées aux bourses sont passées de 105 millions à presque 200 millions d’euros.

#### Financement de la recherche
Hahn propose une loi sur le financement de la science et la recherche déterminant le budget scientifique de l’État fédéral jusqu’en 2020. En conséquence, les dépenses publiques pour la recherche et le développement doivent passer de 2,5 milliards à 5 milliards d’euros par an jusqu’en 2020. Ainsi, il est envisagé de relever la confiance en la recherche et de développer et assurer l’Autriche en tant qu’espace de recherche. Hahn exige un effort commun de la part de tous les ministères et souligne l'importance de la politique d’enseignement en tant que condition préalable à un espace de recherche compétitif.

### Nomination à la Commission européenne

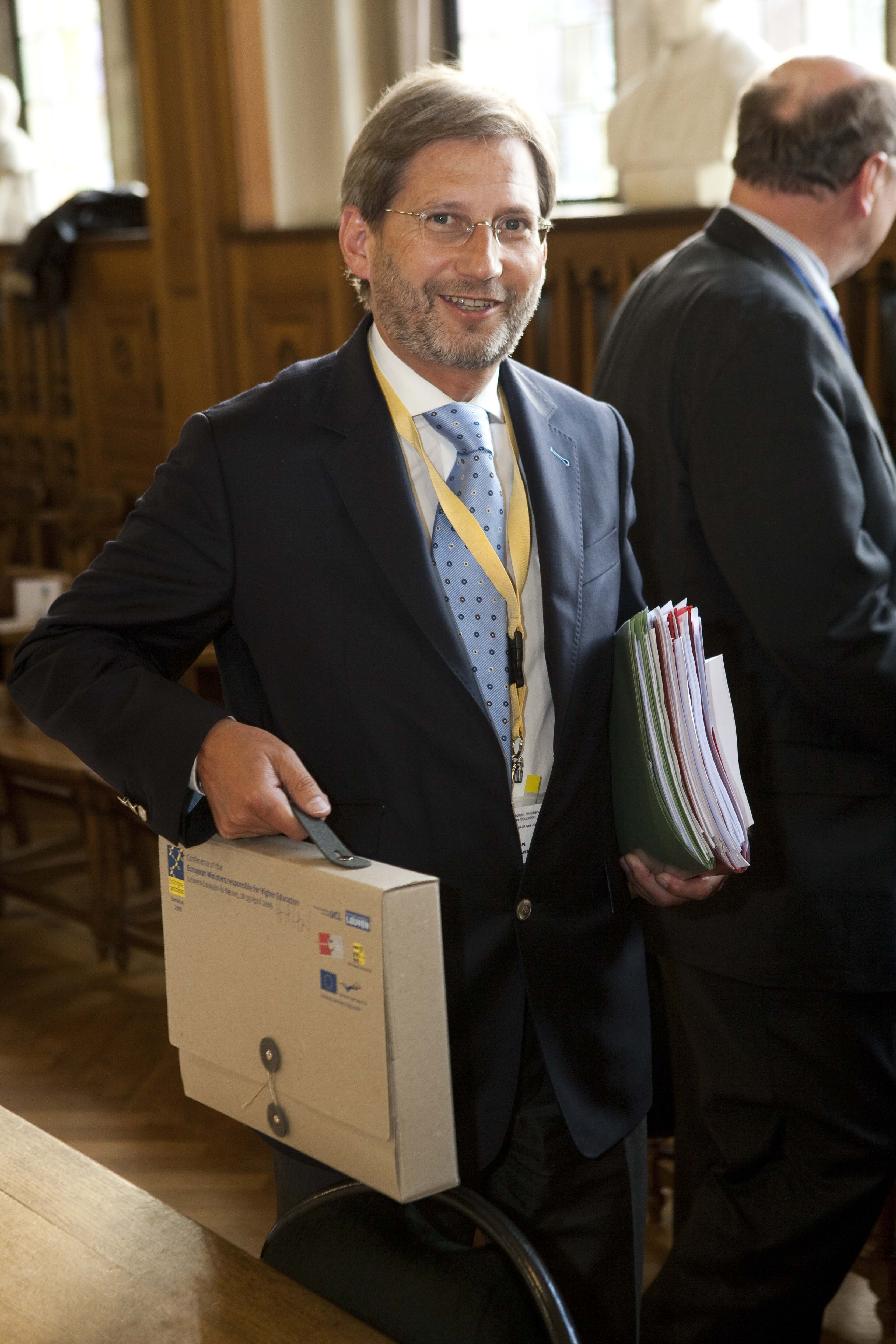
Johannes Hahn (2009)

Le 27 octobre 2009, il prend la succession de Benita Ferrero-Waldner comme commissaire européen autrichien. Cette nomination est confirmée par la commission centrale du Parlement autrichien le 5 novembre.
José Manuel Durão Barroso annonce qu'il obtient le portefeuille de la politique régionale le 27 novembre. Le 9 février suivant, le collège reçoit l'investiture du Parlement européen et prête serment le lendemain.

## Décorations honorifiques
- Grand-croix (d'or) de l'ordre du Mérite autrichien.